# Rhionaeschna decessus
Rhionaeschna decessus är en trollsländeart som först beskrevs av Philip Powell Calvert 1953.  Rhionaeschna decessus ingår i släktet Rhionaeschna och familjen mosaiktrollsländor. Inga underarter finns listade i Catalogue of Life.